# Franklin County (Washington)
Franklin County je okres ve státě Washington v USA. K roku 2010 zde žilo 78 163 obyvatel. Správním městem okresu je Pasco. Celková rozloha okresu činí 3 276 km². Vznikl v roce 1883 oddělením od Whitman County.